# Tramlijn 24 (Gent)
Tramlijn 24 was een tramlijn in de Belgische stad Gent. Lijn 24 deed bijna dezelfde route als lijn 22. Deze tramlijn startte op 5 september 2011 en is sinds 13 maart 2016 uit dienst overdag. De nachtversie, aangeduid als N24, werd op 6 november 2016 vervangen door de nachtlijn N21, die doorrijdt tot Zwijnaarde Bibliotheek.
Tussen september 2011 en juli 2014 verbond tramlijn 24 Melle Leeuw en het Sint-Pietersstation via Rabot. De lijn werd in het leven geroepen door de werken op de as Papegaaistraat – Annonciadenstraat – Gebroeders Vandeveldstraat, kortweg de PAG-as, die integraal vernieuwd werd. Door die werken werd tramlijn 21/22 lange tijd onderbroken en zijn traject richting Sint-Pietersstation/Zwijnaarde werd beperkt tot aan de Kouter. De extra tramlijn 24 nam een deel van lijn 21/22 en lijn 4 tot zijn rekening door via Rabot naar het Sint-Pietersstation te rijden. Tijdens de werken aan de Rozemarijnbrug, tussen februari en oktober 2012, werd ook tram 24 tijdelijk onderbroken en beperkt tot Rabot.
|  | Kouter - Zuid - Stelplaats Gentbrugge - Melle Leeuw                                                    |
|  | Kouter - Zuid - Stelplaats Gentbrugge - Gentbrugge Dienstencentrum                                     |
|  | Sint-Pietersstation - Rozemarijnbrug - Rabot - Korenmarkt - Zuid - Stelplaats Gentbrugge - Melle Leeuw |

Vanaf juli 2014 werd tramlijn 24 definitief ingekort tot de route Melle Leeuw - Rabot. Meteen na de heraanleg van de PAG-as werd op maandag 28 juli 2014 immers van start gegaan met de heraanleg van de aansluitende as Brabantdam - Vogelmarkt - Kouter, kortweg BraVoKo-as. Tramlijn 21/22 bleef hierdoor nog voor minstens 2 jaar onderbroken, tot begin 2017. Tijdens deze werken werd tram 21 afgeschaft, en werd tram 24 de enige tramlijn op de route naar Melle Leeuw. Doordat tram 22 van Gentbrugge Dienstencentrum via de Zuid en de Korenmarkt langs het traject van tram 1 naar het Sint-Pietersstation en daarna verder via de Rozemarijnbrug over de vernieuwde PAG-as naar de Kouter spoorde, was het westelijke deel van tram 24 niet meer nodig en werd deze dus ingekort tot aan Rabot.
|  | Kouter - Rozemarijnbrug - Sint-Pietersstation - Kouter - Korenmarkt - Zuid - Stelplaats Gentbrugge - Gentbrugge Dienstencentrum |
|  | Rabot - Korenmarkt - Zuid - Stelplaats Gentbrugge - Melle Leeuw                                                                 |

Na de ingebruikname van de tramverlenging van lijn 4 op het domein van het UZ Gent, werd tram 24 terug afgeschaft en deed tram 21 opnieuw zijn intrede. Lijn 21 verzorgde na vele jaren terug zijn oorspronkelijke traject van Melle Leeuw naar Zwijnaardebrug, waardoor ook het overgebleven oostelijke deel van tramlijn 24 overbodig werd en in maart 2016 afgeschaft werd.